# Vintage Violence
Vintage Violence är den tidigare The Velvet Underground-medlemmen John Cales första soloalbum, utgivet 1970. 

## Låtlista
Samtliga låtar skrivna av John Cale, om annat inte anges.
1. "Hello There" - 2:48
2. "Gideon's Bible" - 3:22
3. "Adelaide" - 2:18
4. "Big White Cloud" - 3:31
5. "Cleo" - 2:35
6. "Please" - 4:19
7. "Charlemagne" - 5:03
8. "Bring It on Up" - 2:24
9. "Amsterdam" - 3:14
10. "Ghost Story" - 3:48
11. "Fairweather Friend" (Garland Jeffreys) - 2:32

## Medverkande
- John Cale - bas, gitarr, keyboard, sång
- Harvey Brooks - bas
- Sanford Konikoff - trummor
- Ernire Coralla - gitarr
- Garland Jeffreys - gitarr, sång
- Stan Szelest - piano